# Contea di Nógrád
Nógrád è una contea dell'Ungheria settentrionale al confine con la Slovacchia. Confina con le altre contee di Pest, Heves e Borsod-Abaúj-Zemplén; suo capoluogo è Salgótarján.

## Struttura della contea
Città di rilevanza comitale 
- Salgótarján (capoluogo)

 Città 
(in ordine di popolazione, secondo censimento del 2001)
- Balassagyarmat (17 906)
- Bátonyterenye (15 207)
- Pásztó (10 330)
- Szécsény (6580)
- Rétság (3067)

 Altri comuni 
- Alsópetény
- Alsótold
- Bánk
- Bárna
- Becske
- Bér
- Bercel
- Berkenye
- Bokor
- Borsosberény
- Buják
- Cered
- Csécse
- Cserháthaláp
- Cserhátsurány
- Cserhátszentiván
- Csesztve
- Csitár
- Debercsény
- Dejtár
- Diósjenő
- Dorogháza
- Drégelypalánk
- Ecseg
- Egyházasdengeleg
- Egyházasgerge
- Endrefalva
- Erdőkürt
- Erdőtarcsa
- Érsekvadkert
- Etes
- Felsőpetény
- Felsőtold
- Galgaguta
- Garáb
- Héhalom
- Herencsény
- Hollókő
- Hont
- Horpács
- Hugyag
- Iliny
- Ipolytarnóc
- Ipolyvece
- Jobbágyi
- Kálló
- Karancsalja
- Karancsberény
- Karancskeszi
- Karancslapujtő
- Karancsság
- Kazár
- Keszeg
- Kétbodony
- Kisbágyon
- Kisbárkány
- Kisecset
- Kishartyán
- Kisterenye
- Kozárd
- Kutasó
- Legénd
- Litke
- Lucfalva
- Ludányhalászi
- Magyargéc
- Magyarnándor
- Márkháza
- Mátramindszent
- Mátranovák
- Mátraszele
- Mátraszőlős
- Mátraterenye
- Mátraverebély
- Mihálygerge
- Mohora
- Nagybárkány
- Nagykeresztúr
- Nagylóc
- Nagyoroszi
- Nemti
- Nézsa
- Nógrád
- Nógrádkövesd
- Nógrádmarcal
- Nógrádmegyer
- Nógrádsáp
- Nógrádsipek
- Nógrádszakál
- Nőtincs
- Őrhalom
- Ősagárd
- Palotás
- Patak
- Patvarc
- Piliny
- Pusztaberki
- Rákóczibánya
- Rimóc
- Romhány
- Ságújfalu
- Sámsonháza
- Sóshartyán
- Szalmatercs
- Szanda
- Szarvasgede
- Szátok
- Szécsénke
- Szécsényfelfalu
- Szendehely
- Szente
- Szilaspogony
- Szirák
- Szügy
- Szuha
- Szurdokpüspöki
- Tar
- Terény
- Tereske
- Tolmács
- Vanyarc
- Varsány
- Vizslás
- Zabar